# 並滝寺
並滝寺（なみたきじ）は、広島県東広島市志和町志和東にある真言宗御室派の寺院。「並瀧寺」とも書く。

## 沿革・歴史
733年（天平5年）行基によって建立されたと伝えられる。

福島正則の時代に衰退したが、浅野氏の時代には復興された。宝暦7年（1757年）秋、大風により吹き倒され、これを機に境内の建物が次々に再興されて現在の姿になった。

## 伽藍
- 本堂 - 明和8年（1771年）再建。建築様式は唐様が主体で、屋根は茅葺きとしている。
- 金毘羅社 - 寛政10年（1798年）建立。茅葺きの一間社流造である。
- 楼門 - 18世紀中後期建立。下層を白漆喰で塗っている龍宮造で、屋根は茅葺きの寄棟造である。
- 鐘楼 - 文化元年（1804年）建立。竜宮造で、屋根は桟瓦葺の入母屋造である。
- 仁王門 - 18中～19世紀初建立。仁王像を安置する。
- 庫裏 - 寛政9年（1797年）建立。大規模な庫裏で、仏間や数寄屋造の書院を備える。床の間は室床と呼ばれる特殊な造りである。

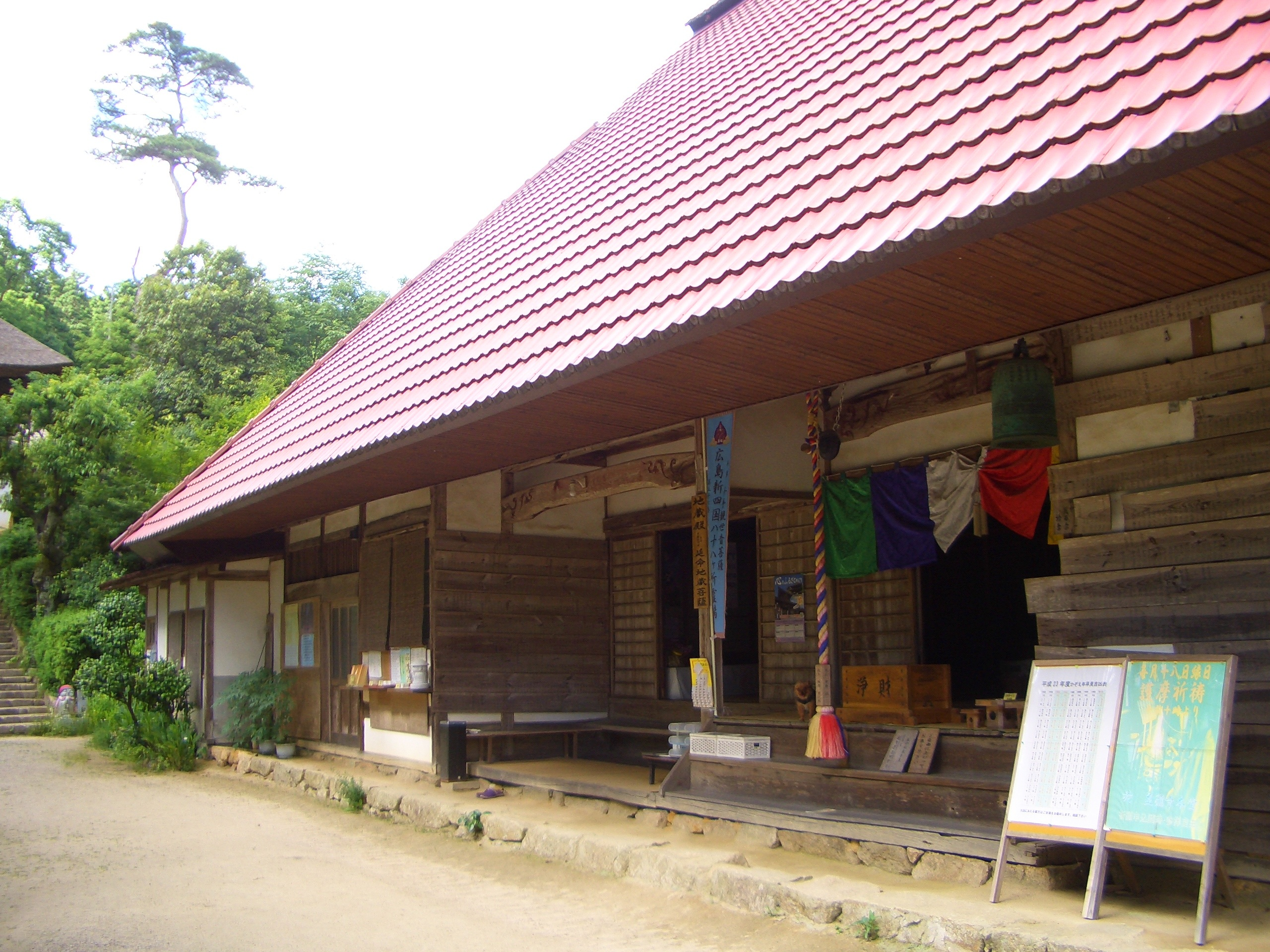
庫裏

## 文化財
- 東広島市指定重要有形文化財
  - 唐絵涅槃像
  - 木造延命地蔵菩薩半跏像